# Бельгія
Бе́льгія (нід. België [ˈbɛlɣijə] ( прослухати); фр. Belgique [bɛlʒik] ( прослухати); нім. Belgien [ˈbɛlɡi̯ən] ( прослухати)), офіційна назва — Королі́вство Бе́льгія (нід. Koninkrijk België; фр. Royaume de Belgique; нім. Königreich Belgien) — суверенна держава у Західній Європі. На півночі омивається Північним морем, на суходолі межує на півночі з Нідерландами, на сході — з Німеччиною і Люксембургом, на півдні — з Францією. Площа країни — 30 528 км² (139 місце у світі), населення — трохи більше 11,4 млн осіб. За густотою населення (367 ос. на 1 км²) Бельгія посідає одне з перших місць у світі. Столиця та найбільше місто — Брюссель (нід. Brussel, фр. Bruxelles), населення якого становить 1,2 млн осіб. Інші великі міста країни: Антверпен, Левен, Мехелен, Гент, Брюгге та Льєж.
Юридично Бельгія є суверенною державою і федеральною конституційною монархією з парламентською системою. Її інституційна організація є складною і структурована що на регіональному, що на мовному рівнях. Країна поділена на три регіони з високим рівнем автономії: Фламандський регіон на півночі, Валлонія на півдні та Брюссельський столичний регіон. Брюссель — найменший і найбільш густонаселений регіон, а також найбагатший регіон за рівнем ВВП на душу населення.
У Бельгії мешкають дві основні мовні групи чи спільноти: нідерландськомовна, переважно фламандська громада, яка становить близько 59 відсотків населення, і франкомовна громада, яка становить близько 40 відсотків усіх бельгійців. Невеличка німецькомовна громада, котра налічує близько одного відсотка, існує на сході країни. Регіон столиці Брюсселя офіційно є двомовним (французька та нідерландська), хоча французька мова є домінантною. Мовне різноманіття Бельгії та пов'язані з цим політичні конфлікти відбиваються на її політичній історії та складній системі врядування, що складається з шістьох різних урядів. Невелика німецькомовна громада Бельгії мешкає на сході країни у провінції Льєж.
Історично Бельгія була частиною області, відомої як Нижні країни, край дещо більший за нинішню групу країн Бенілюксу, яка також включала частини Північної Франції та Західної Німеччини. Її назва походить від латинського слова Belgica, на честь римської провінції Gallia Belgica. З кінця середньовіччя до XVII століття територія Бельгії була космополітичним центром процвітання комерції та культури. У період з XVI століття до початку XIX століття, Бельгія слугувала полем битви між багатьма європейськими державами, заслуживши цим прізвисько «Поле битви Європи», репутацію, підкріплену обома світовими війнами. Країна виникла у 1830 році після Бельгійської революції, в результаті якої Бельгія відділилася від Нідерландів.
Бельгія брала участь у промисловій революції і протягом XX століття володіла низкою колоній в Африці. Друга половина XX століття ознаменувалася зростанням напруги між нідерландськомовними та франкомовними громадянами, що живилася різницями у мові та культурі та нерівним економічним розвитком Фландрії та Валлонії. Цей постійний антагонізм призвів до декількох далекосяжних реформ, в результаті яких у період з 1970 по 1993 роки відбувся перехід від унітарного до федеративного устрою. Незважаючи на реформи, напруженість між групами збереглася, якщо не зросла; є значний сепаратизм, особливо серед фламандців; існують суперечливі закони про мову, наприклад, муніципалітети з мовними пільгами; і формування коаліційного уряду після федеральних виборів у червні 2010 року зайняло 18 місяців, що є світовим рекордом. Рівень безробіття у Валлонії більше ніж удвічі вищий, ніж у Фландрії, яка розквітала після війни.
Бельгія є однією з шести країн-засновників Європейського Союзу, а її столиця, Брюссель — місто, в якому розташована Європейська Комісія, Рада Європейського Союзу та Європейська рада, а також одне з трьох міст, де розташований Європейський Парламент (інші — Страсбург, Люксембург). Бельгія також є членом-засновником Єврозони, НАТО, ОЕСР та СОТ, а також частиною тристороннього Союзу Бенілюксу та Шенгенської зони. У Брюсселі є кілька офіційних інституцій ЄС, і штаб-квартири багатьох великих міжнародних організацій, таких як НАТО.
Бельгія — країна з розвиненою економікою і високим рівнем доходу. Країна має дуже високий рівень життя, якість життя, хорошу систему охорони здоров'я та освіти, і класифікується як «дуже високий» в Індексі людського розвитку. Бельгія також є однією з найбезпечніших і наймиролюбніших країн світу.

## Етимологія
Історично Бельгія була частиною області, відомої як Нижні Землі — регіону трохи більшого, аніж сучасний Бенілюкс, до складу якого також входили частини Північної Франції і Західної Німеччини.
Назва країни походить від етноніма кельтського племені — белги, яке дало назву римській провінції Белгіка (лат. Gallia Belgica), утвореної в 16 році до н. е. З кінця Середньовіччя до XVII століття область Бельгії була процвітаючим і космополітичним центром торгівлі і культури. У період між XVI і XIX століттями Бельгія служила полем битви між багатьма європейськими державами, заробивши прізвисько «поле битви Європи», яке посилили дві світові війни. Країна виникла у 1830 році після Бельгійської революції, після якої відокремилася від Нідерландів.

## Природа
Бельгія знаходиться в Західній Європі, на узбережжі Північного моря. На південному заході межує з Францією, на сході — з Люксембургом і Німеччиною, на північному сході — з Нідерландами; на північному заході міститься Північне море. 
Територія країни має складну геологічну будову. Північні райони займають молоді осадові відклади кайнозойської ери, тоді як південні райони складаються з давніших палеозойських порід. У центрі країни поширені лесові відклади, які утворилися внаслідок вітрової акумуляції впродовж плейстоцену. Арденни є частиною герцинської складчастої системи й містять численні метаморфічні й магматичні породи. 

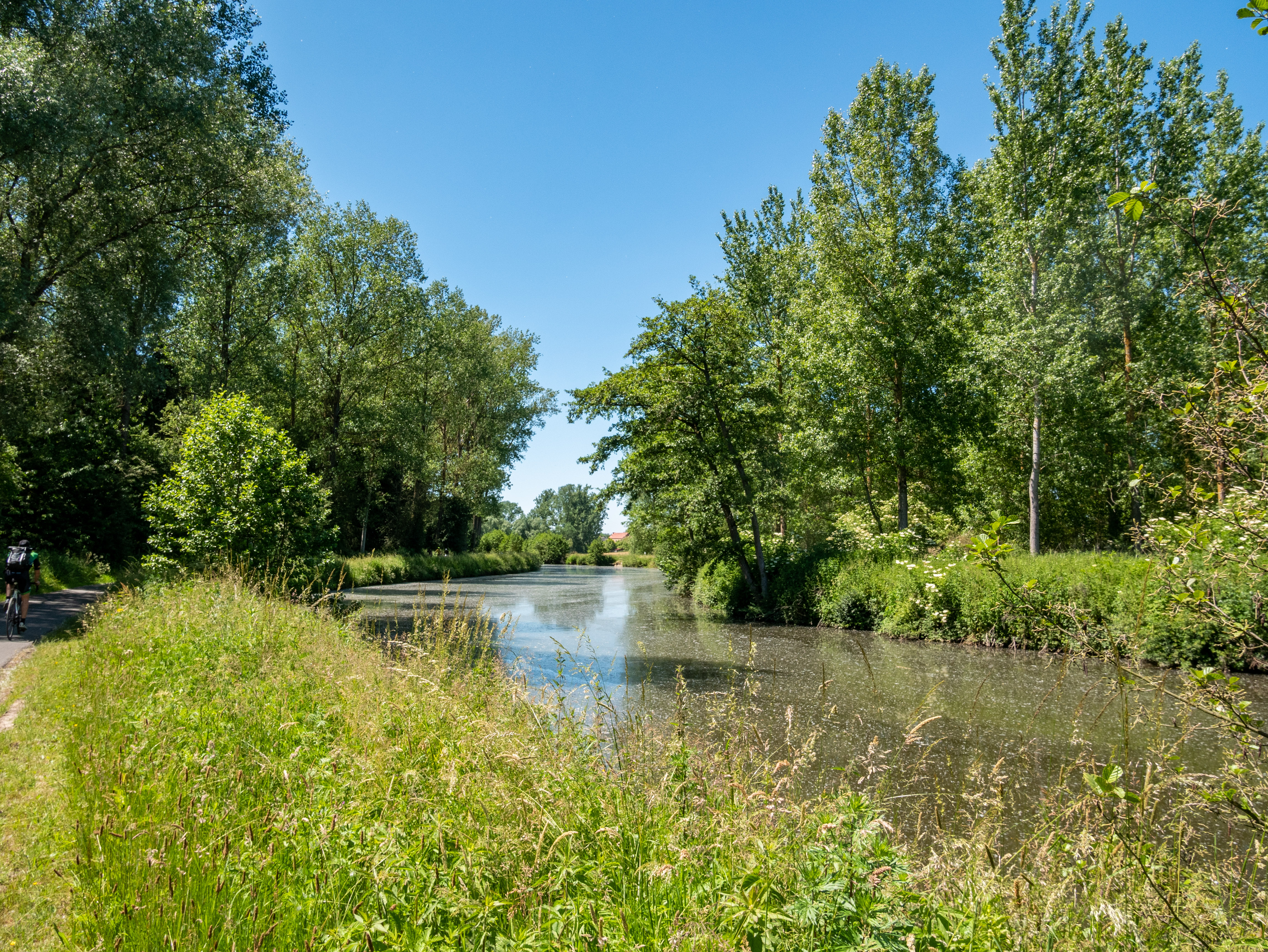
Річка Дендер. Східна Фландрія

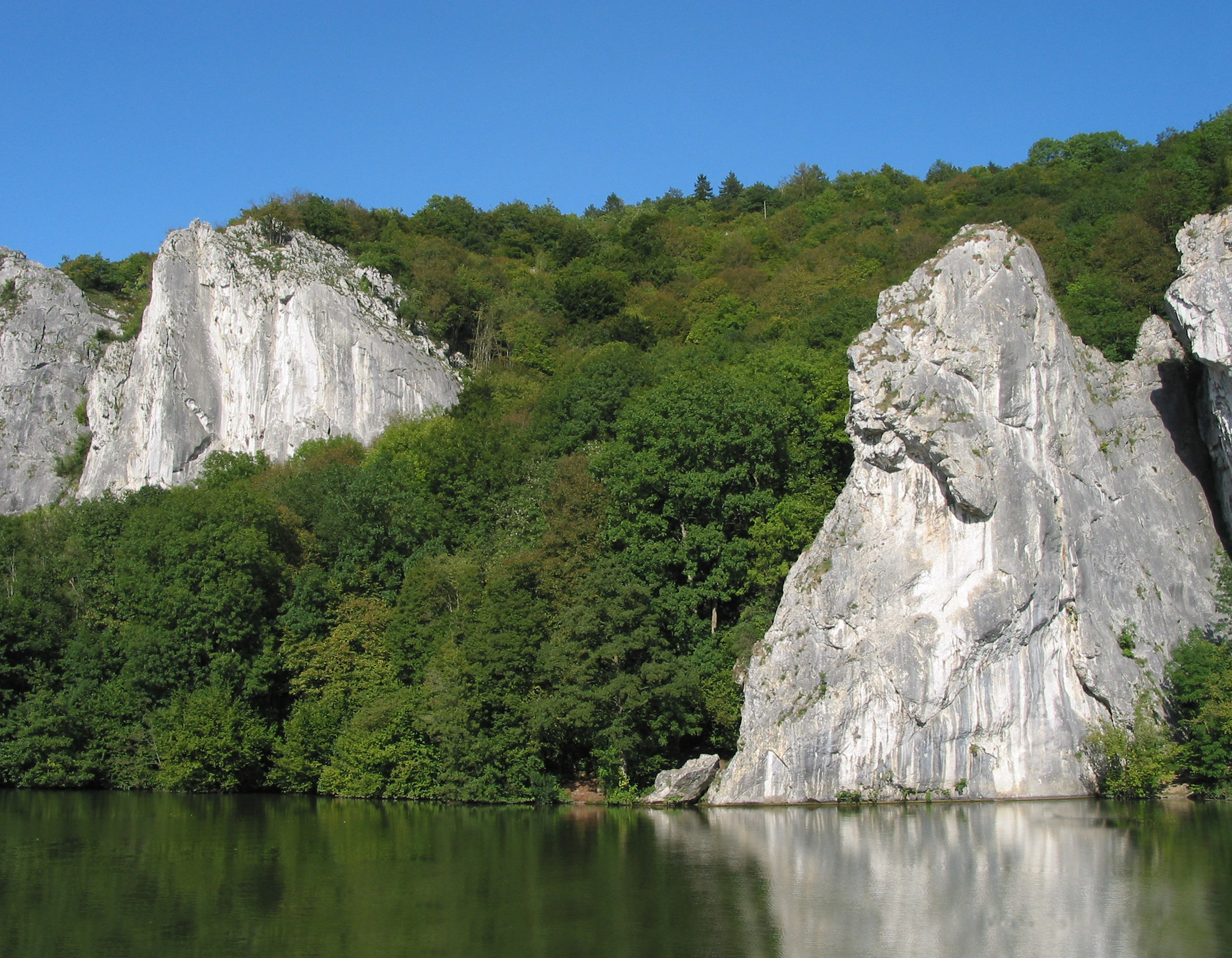
Скелі Фрейр та річка Маас

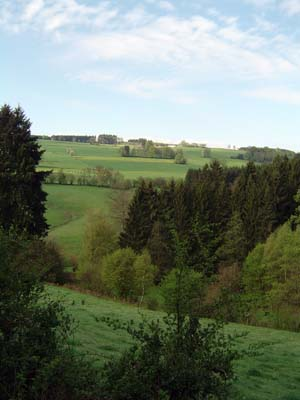
Лісовий пейзаж в Арденнах

Рельєф переважно низовинний, з поступовим підвищенням на південний схід. Прибережна смуга Північного моря найбільш понижена, вкрита піщаними дюнами і відгороджена дамбами, що захищають від повеней райони польдерів — низовинних угідь. На півночі та північному заході Бельгії — пласка Фландрська низовина, яка на сході переходить у невисоке (до 80 м) плато Кемпен. У середній частині Бельгії переважають хвилясті плато (80—180 м). На південному сході — стародавній (герцинський) масив Арденни (г. Ботранж, 674 м). 
Бельгія знаходиться в зоні морського помірного клімату, що формується під впливом Атлантичного океану. Зима м'яка, середні температури січня становлять від +2 °C до +4 °C; літо помірно тепле, середні температури липня — від +17 °C до +19 °C. Опади рівномірно розподілені протягом року, середньорічна кількість становить 700—1200 мм. Панують західні й південно-західні вітри й повітряні маси. У гірських районах Арденн температура нижча, а кількість опадів більша (до 1500 мм/рік), ніж на низовинах. Уздовж узбережжя клімат вирізняється більшою вологістю, туманами й м'якістю температурного режиму.
Гідрографія. У Бельгії дуже густа сітка річок. На півдні Бельгії протікає Маас та його притока Самбр, Урт. Річки середньої й північної Бельгії — Шельда з притоками Лісом (Леє), Дендером, на південному заході — Ейзер. Озера природного походження трапляються рідко. Штучні водойми — водосховища, канали та ставки —  є важливою частиною гідросистеми. У болотистих районах Арденн збереглися залишки природних торфовищ.
Ґрунти на півночі країни переважно бурі лісові, у Кемпені й Арденнах — підзолисті. Природна рослинність Бельгії значною мірою змінена людиною. Ліси займають лише близько 22 % території. Основними типами рослинності є широколистяні ліси (збереглися переважно в Арденнах), хвойні ліси (часто насаджені штучно), луки й пасовища (поширені в низинах), а також дюнна рослинність (розріджена ксерофітна рослинність піщаних дюн узбережжя). Фауна відносно бідна через щільну людську присутність і трансформацію природного середовища. Однак у лісах Арденн збереглися численні представники дикої фауни, а містах і сільських районах поширені типові синантропні види тварин. 
Унаслідок освоєння території природні екосистеми збереглися переважно на природно-заповідних територіях і на важкодоступних ділянках гір. Задля збереження ландшафтного і біологічного різноманіття в країні створена щільна мережа природоохоронних об'єктів. Національні й регіональні парки, резервати, пам'ятки природи, рамсарські водно-болотні угіддя охоплюють приблизно 12 % площі країни.
Ландшафти Бельгії вирізняються поєднанням прибережних дюн, низинних і височинних рівнин, долин численних річок та горбистих Арденн. Фізико-географічне районування країни визначається переважно рельєфом і кліматичними відмінностями між узбережними та південно-східними районами. Загалом Бельгія належить до Північноєвропейської фізико-географічної країни, а її територію зазвичай поділяють на 3 фізико-географічні області:
- Приморська низовинна область (на північному заході);
- Середня височинна область (центральне плато і пагорбисті райони);
- Арденнська гірська область (гори на південному сході).

## Історія

### Стародавні часи
У стародавні часи на території Бельгії жило кельтське плем'я белгів. У 57 році до н. е. територію Бельгії завоював Юлій Цезар і включив її до складу Римської імперії, також описав кельтів у своїх «Записках про Галльську війну». У III ст. до Бельгії вдерлися германські племена франків і фризів. Белги були частково винищені франками, а частково злилися з ними. У ранньому Середньовіччі Бельгія перебувала в складі франкської держави. За Верденським договором 843 року територію теперішньої Бельгії було поділено по річці Шельді на дві частини: західна відійшла до Франції, східна — до Лотарингії.
У XIII—XIV століттях територія Бельгії була ареною запеклої боротьби між Англією та Францією. У середині XV століття стала володінням бургундських герцогів.
У 1477–1516 роках територія теперішньої Бельгії, або Південні Нідерланди, належала разом із рештою Нідерландів до імперії Габсбургів, а в 1516–1713 роках — Іспанії. Після війни за Іспанську спадщину, за Утрехтським миром 1713 року, територія була приєднана до Австрії і знову включена до складу імперії Габсбургів як Австрійські Нідерланди.

### XVIII століття
Наприкінці XVIII століття в Австрійських Нідерландах розвинулись металургійна, кам'яновугільна, шерстяна, шовкова, скляна та інші галузі промисловості, зміцніла буржуазія як політична сила.
1789 року внаслідок Брабантської революції австрійці були вигнані. 11 січня 1790 року проголошена незалежна держава — Сполучені Штати Бельгії, але 1791 року Австрія відновила свою владу над Бельгією.
1795 року французький термідоріанський конвент проголосив приєднання Бельгії до Франції. У колишніх Австрійських Нідерландах були ліквідовані пережитки феодальних відносин, зменшено вплив католицької церкви на економічне й політичне життя країни.

### ХІХ століття

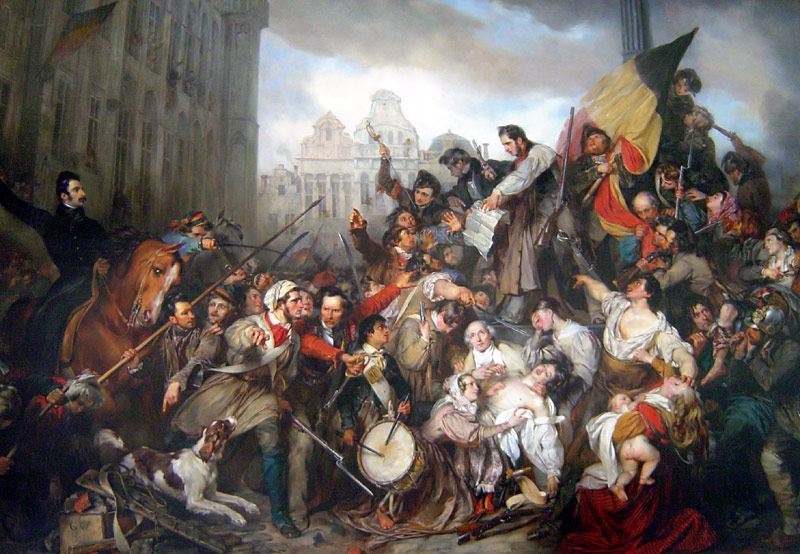
Епізод Бельгійської революції

Після падіння імперії Наполеона колишні Австрійські Нідерланди рішенням Віденського конгресу 1814—1815 років було злучено з Нідерландами в єдине королівство — Сполучені Нідерланди під владою нідерландського короля Вільгельма І.
Внаслідок революції 1830 року та десятиденної кампанії 1831 року за підтримки Франції Бельгія здобула незалежність.
Наприкінці XIX століття, завдяки наявності природних багатств і вільних капіталів, подальшому посиленню експлуатації населення метрополії і колонії Бельгійського Конго (з 1885), Бельгія швидко перетворюється в індустріальну країну.
1885 року — у Бельгії утворилася робітнича партія; у 1886, 1889, 1890 роках відбулися великі страйки вуглекопів, що супроводжувалися сутичками робітників з поліцією й урядовим військом; у загальних політичних страйках 1893, 1902 і 1913 років узяло участь близько 1 млн робітників.

### ХХ століття
Під час Першої світової війни Бельгія була окупована. 4 серпня 1914 року німецькі війська порушили договір про нейтралітет і зайняли майже всю територію країни.
У 1-й третині ХХ століття в Бельгії запровадили загальне виборче право для чоловіків, 8-годинний робочий день, підвищили пенсії.
Світова економічна криза 1929—1933 років охопила всі галузі бельгійської економіки; кількість безробітних зросла до 300 тисяч осіб.
У роки Другої світової війни Бельгія була окупована військами гітлерівської Німеччини.
1948 року — Бельгія увійшла до Західного союзу, а 1949 року — до Північно-Атлантичного союзу.
1955 року Бельгія підписала Паризькі угоди, а 1957 року — договір про Спільний європейський ринок, який у Римі підписали ФРН, Франція, Італія, Бельгія, Нідерланди і Люксембург.
Перших заходів до регіональної автономії було вжито у 1971, 1974 й 1980 роках, коли було створено регіональні асамблеї для Фландрії, Валлонії й Брюсселя. 1992 року було оголошено про введення федеративного ладу.

## Політика

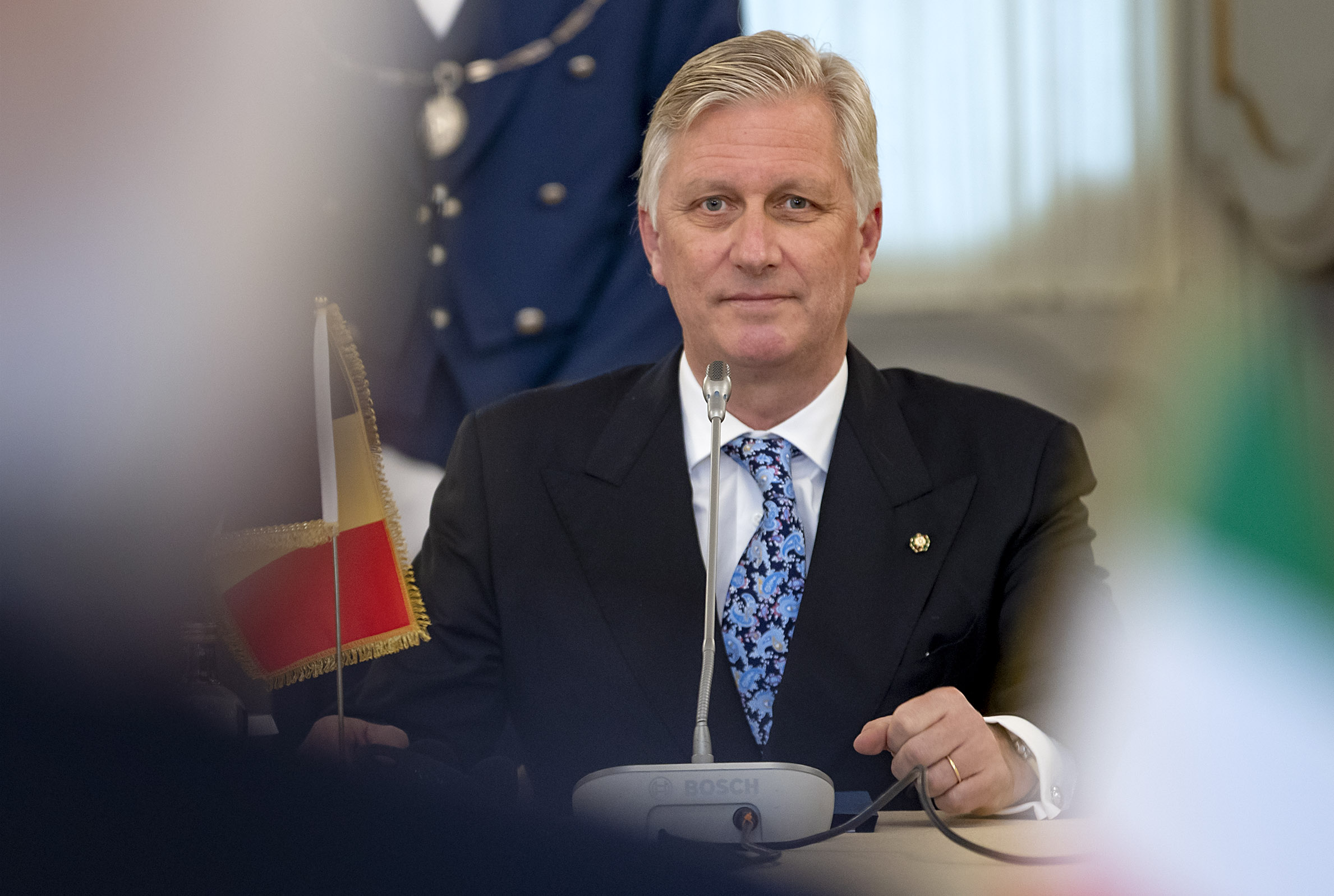
Філіп I

Бельгія — конституційна монархія. Глава держави — король, який затверджує закони, має право розпускати парламент, призначає міністрів та суддів всіх інстанцій. Законодавча влада у країні належить парламентові, який складається з палати представників і сенату. Члени парламенту (за винятком частини сенаторів, яких обирають ради провінцій і сам сенат) обираються громадянами Бельгії віком від 18 років. Обраними до палати представників можуть бути особи, які досягли 25 років, а до сенату — 40 років. У Бельгії діє пропорційна виборча система. Згідно з конституцією 1831 року, виконавча влада належить королю, фактично вона здійснюється урядом. Місцевими справами за конституцією Бельгії відають виборні провінціальні та комунальні ради і призначувані королем губернатори, комісари та бургомістри.
Голова держави — король Філіп I з 21 липня 2013.
Участь у міжнародних організаціях: Бельгія бере участь у багатьох міжнародних організаціях, зокрема СОТ, ООН, ЄКА, ЄМС, ЄІБ, ЄС, МБРР, МВФ, МФКК, НАТО, ОБСЄ, ОЕСР.

### Політична криза 2007—2011
Після федеральних виборів, які пройшли 10 червня 2007 р., ліберальній та соціально-християнській партіям так і не вдалося створити національний (федеральний) уряд країни. За всю свою політичну історію Бельгія вперше переживала таку складну ситуацію.
Через 6 місяців після виборів нарешті досягнута домовленість, і у грудні 2007 р. створено Перехідний уряд, який очолив колишній прем'єр-міністр Гі Вергофстадт.
20 березня 2008 р., через 9 місяців перемовин, прем'єр-міністром обрано Іва Летерма і сформовано новий уряд.
15 липня 2008 року І. Летерм подав у відставку (дарма що Король Бельгії Альберт ІІ не дав свою згоду на це), і країна знову поринула у невизначеність. Політична криза тривала: повноваження чинного уряду продовжилися лише за умови значних обмежень, дати розгляду гарячих питань відтермінувалися, у тому числі щодо проведення дострокових виборів у 2009 р. спільно з черговими регіональними та парламентськими. Ів Летерм пропонував відставку уряду двічі, 19 та 22 грудня 2008 р., і під час другої доповіді король Альберт ІІ нарешті дав згоду.
30 грудня 2008 р. Прем'єр-міністром Бельгії став Герман Ван Ромпей. Склад Кабінету міністрів залишився загалом без змін, окрім трьох осіб: віцепрем'єр-міністром, міністром внутрішніх справ призначено Гвідо Де Падта, міністром юстиції — Стефана Деклерка, міністром державної служби та державних підприємств став Стівен Ванакере.
Детальніше у статті Політична криза в Бельгії (2007-2011).

## Адміністративний устрій
| Фламандська громада (нідерландськомовна) | Французька громада (французькомовна) | Німецькомовна громада          |
| Фландрія                                 | Валлонія                             | Брюссельський столичний регіон |

На основі чотирьох мовних зон, визначених у 1962-63 роках (нідерландська, двомовна, французька та німецька), послідовні перегляди конституції країни у 1970, 1980, 1988 та 1993 роках встановлено унікальну форму федеративної держави з поділом політичної влади на три рівні:.
   Федеральний уряд, що базується в Брюсселі.
```
  Три мовні спільноти:
```

```
      
Фламандська спільнота
 (голландськомовна);
```

```
      
Французька спільнота
 (франкомовна);
```

```
      
Німецькомовна спільнота
.
```

```
  Три регіони:
```

```
      
Фламандський регіон,
 поділений на п'ять провінцій;
```

```
      
Валлонський регіон
, поділений на п'ять провінцій;
```

```
      
Брюссельський столичний регіон
.
```

### Провінції
| Карта                          | Прапор  | Провінція                      | Адм. центр | Населення (01.01.2010) | Площа, км² |
| ------------------------------ | ------- | ------------------------------ | ---------- | ---------------------- | ---------- |
| Брюссельський столичний регіон |         |                                |            |                        |            |
|                                |         | Брюссельський столичний регіон | Брюссель   | 1 101 872              | 161        |
| Фламандський регіон            |         |                                |            |                        |            |
|                                |         | Антверпен                      | Антверпен  | 1 845 362              | 2867       |
|                                |         | Лімбург                        | Гасселт    | 838 505                | 2422       |
|                                |         | Східна Фландрія                | Гент       | 1 432 326              | 2982       |
|                                |         | Фламандський Брабант           | Левен      | 1 076 924              | 2106       |
|                                |         | Західна Фландрія               | Брюгге     | 1 159 366              | 3144       |
| Валлонський регіон             |         |                                |            |                        |            |
|                                |         | Валлонський Брабант            | Вавр       | 379 515                | 1091       |
|                                |         | Ено                            | Монс       | 1 309 880              | 3786       |
|                                |         | Льєж                           | Льєж       | 1 067 685              | 3862       |
|                                |         | Люксембург                     | Арлон      | 269 023                | 4440       |
|                                |         | Намюр                          | Намюр      | 472 281                | 3666       |
| Всього:                        | Всього: | Всього:                        | Всього:    | 1 0952 739             | 30 527     |

## Економіка
Бельгія — високорозвинена індустріальна країна. Основні галузі економіки: інжиніринг і металургія, моторобудівна, харчова, хімічна, текстильна, вугільна, нафтова та скляна промисловість.
З корисних копалин промислове значення мають: поклади кам'яного вугілля (запаси понад 6 млрд т в районах Монс—Шарлеруа—Льєж і Кемпен), фосфоритів, каолінів, будматеріалів.
Грошова одиниця — євро
Експорт: залізо, сталь, текстиль, нафтохімікати, пластмаси, діаманти, транспортні засоби.

### Транспорт
Динамічна і щільна бельгійська залізнична мережа спонукала великі компанії, такі як La Brugeoise et Nivelles (зараз BN відділення Bombardier Transportation), розвивати спеціальні нові технології.
У містах обмеження швидкості — 50 км/год. Використання ременів безпеки — обов'язково. Діти до 10 років повинні перевозитися в спеціальних сидіннях.

## Демографія
Станом на 1 січня 2020 року загальна кількість населення Бельгії за даними реєстру населення становила 11 492 641 осіб. Щільність населення Бельгії станом на січень 2019 року становила 376 осіб/км2 , що робить її 22-ю найбільш густонаселеною країною у світі та 6-ю найбільш густонаселеною країною в Європі. Найбільш густонаселеною провінцією є Антверпен, найменш густонаселеною — Люксембург.
Станом на січень 2019 року у Фламандському регіоні проживало 6 589 069 осіб (57,6 % населення Бельгії), а найбільш густонаселеними містами були Антверпен (523 248), Гент (260 341) та Брюгге (118 284). Валлонія має населення 3 633 795 осіб (31,8 % населення Бельгії), найбільш густонаселеними містами є Шарлеруа (201 816), Льєж (197 355) і Намюр (110 939). Брюссельський столичний регіон налічує 1 208 542 мешканців (10,6 % Бельгії) у 19 муніципалітетах, три з яких налічують понад 100 000 мешканців.
- 1990 — 9,895 млн
- 2002 — 10,2 млн (за відомостями перепису)

### Мови
Офіційні мови — нідерландська, французька й німецька. На півночі, у Фландрії, розмовляють здебільшого нідерландською (55 % населення країни); на півдні, у Валлонії — французькою (32 %); 11 % бельгійців двомовні; на самому сході Валлонії — німецька (0,6 %). У Брюссельському регіоні розмовляють французькою й нідерландською мовами. У Фландрії за офіційну мову править тільки нідерландська, у Валлонії — французька (на землях Німецькомовної громади ще й німецька), а в Брюсселі за офіційні вважають французьку та нідерландську мови.

### Релігія
Конституція Бельгії гарантує свободу віросповідання. Більшість віруючих (близько 75 % населення) — католики. Офіційно визнані також іслам (250 тис. осіб), протестантство (близько 70 тис. осіб), юдаїзм (35 тис. осіб), англіканство (40 тис. осіб), православ'я (20 тис. осіб). Протестанти живуть в основному в Брабанті та Генті. Єврейська громада зосереджена в Брюсселі та Антверпені.

## Культура
Незважаючи на політичні та мовні розбіжності, регіон, що відповідає сучасній Бельгії, став свідком розквіту основних мистецьких течій, які мали величезний вплив на європейське мистецтво та культуру. Сьогодні культурне життя певною мірою зосереджене в межах кожної мовної спільноти, а різноманітні бар'єри зробили спільну культурну сферу менш вираженою. З 1970-х років у країні немає двомовних університетів чи коледжів, за винятком Королівської військової академії та Антверпенської морської академії.

## Інше
Державний прапор Королівства Бельгії складається з чорної, жовтої й червоної доземних смуг. Чорний колір символізує силу, жовтий означає зрілість, повноту сили, що їх досягають мудрістю. Червоний — символ перемоги, досягнутої внаслідок виявленої хоробрості, мужності й жертовності. Прапор схвалено 1831 року.
Державний герб Королівства Бельгії зображено як чорного щита, приладнаного на схрещених скіпетрах, на тлі щита зображено лева — символ влади. Щит увінчано князівською короною — символом монархічного ладу Бельгії. Внизу на червоній стрічці напис: «У єднанні — сила».
Гімн Бельгії (французька мова):
Ô Belgique, ô mère chérie,
À toi nos cœurs, à toi nos bras,
À toi notre sang, ô Patrie !
Nous le jurons tous, tu vivras !
Tu vivras toujours grande et belle: Et ton invincible unité
Aura pour devise immortelle :
Le Roi, la Loi, la Liberté !
Aura pour devise immortelle :
Le Roi, la Loi, la Liberté !
Le Roi, la Loi, la Liberté !
Le Roi, la Loi, la Liberté !
Національне свято — 21 липня.